# El profeta rojo
El profeta rojo es la segunda novela de la saga de Alvin Maker del escritor estadounidense Orson Scott Card. Fue escrita en 1988 y publicada en España por las editoriales Nova y Ediciones B, en traducción de Paula Tizzano. La serie está compuesta por un total de seis libros hasta la fecha (2007), aunque parece confirmarse la aparición de un nuevo libro. Esta segunda parte fue finalista en los premios Nebula en 1988 y Hugo en 1989.

## Argumento
El principio de la historia nos sitúa en el fuerte de William Henry Harrison. Donde nos presentan a Lolla-Wossiky, un indio demasiado borracho, y a Ta-Kumsaw, su hermano que se avergüenza de la actitud de todos los indios que caen en los vicios del hombre blanco. Una serie de sucesos llevarán a ambos a separarse del fuerte y a unirse en el camino de Alvin Miller en su tarea de hacedor. Lolla-Wossiky se presentara por primera vez a Alvin bajo la apariencia de la persona que cambió completamente su actitud, el hombre refulgente. A partir de ese momento Lolla-Wossiky abrirá los ojos y pasa a llamarse Tenskwa-Tawa, empezando su andadura como el profeta rojo hasta volver a unirse en la vida de Alvin, mostrándole la visión que terminará por cambiar completamente el objetivo de su vida. 
Por su parte Alvin se prepara para irse a Río Hatrack a ser aprendiz de herrero. Lo que no sabe es que no llegará a su destino, y que le esperan unas tareas que cambiarán el destino de muchos.
| Predecesor                          | Premios de El profeta rojo                        | Sucesor                               |
| ----------------------------------- | ------------------------------------------------- | ------------------------------------- |
| El séptimo hijo de Orson Scott Card | Premio Locus a la mejor novela de fantasía (1989) | Alvin el aprendiz de Orson Scott Card |

- Datos: Q3226029